# Dux Valeriae ripensis

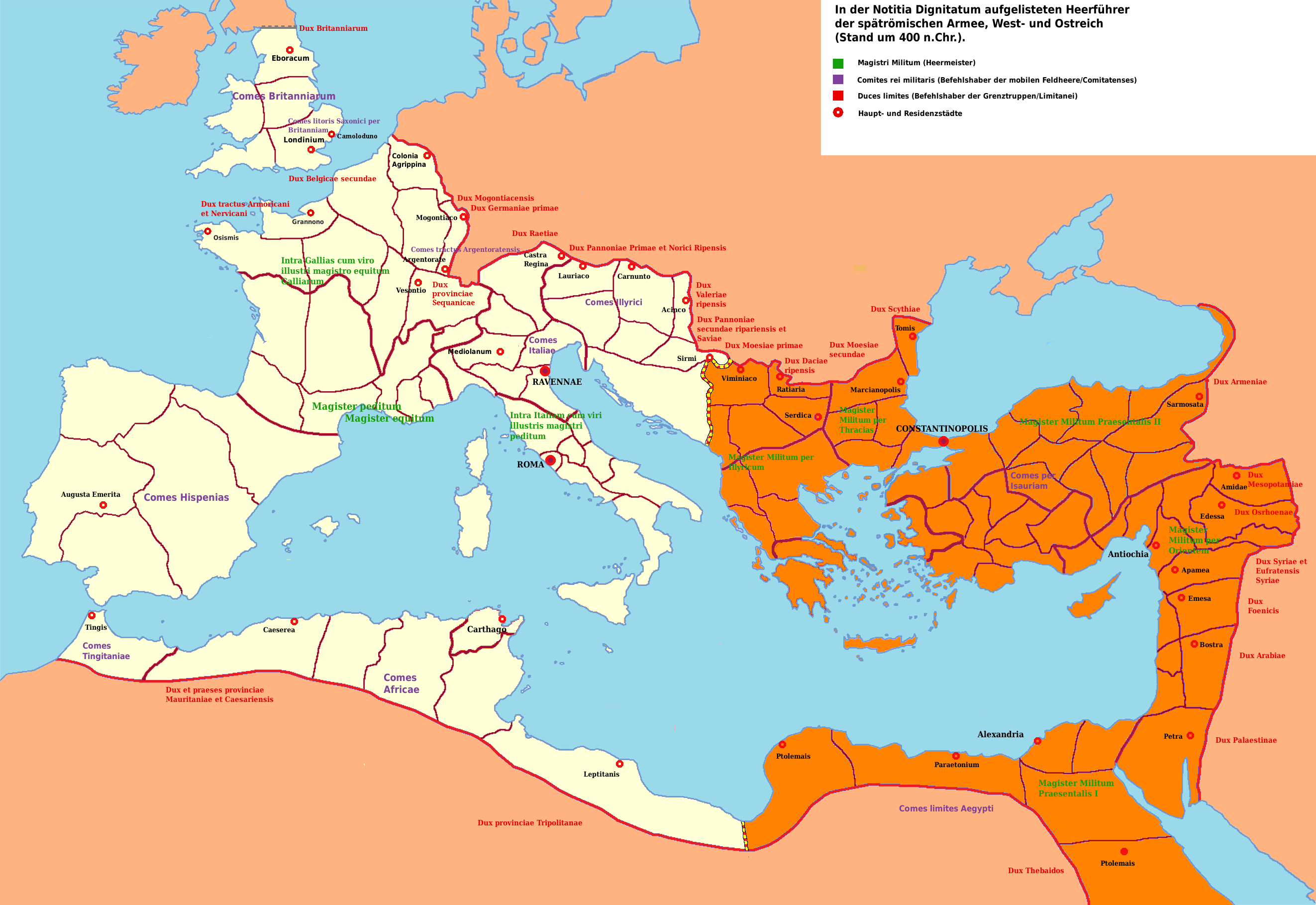
Heerführer der Comitatenses und Limitanei im 5. Jahrhundert n. Chr.
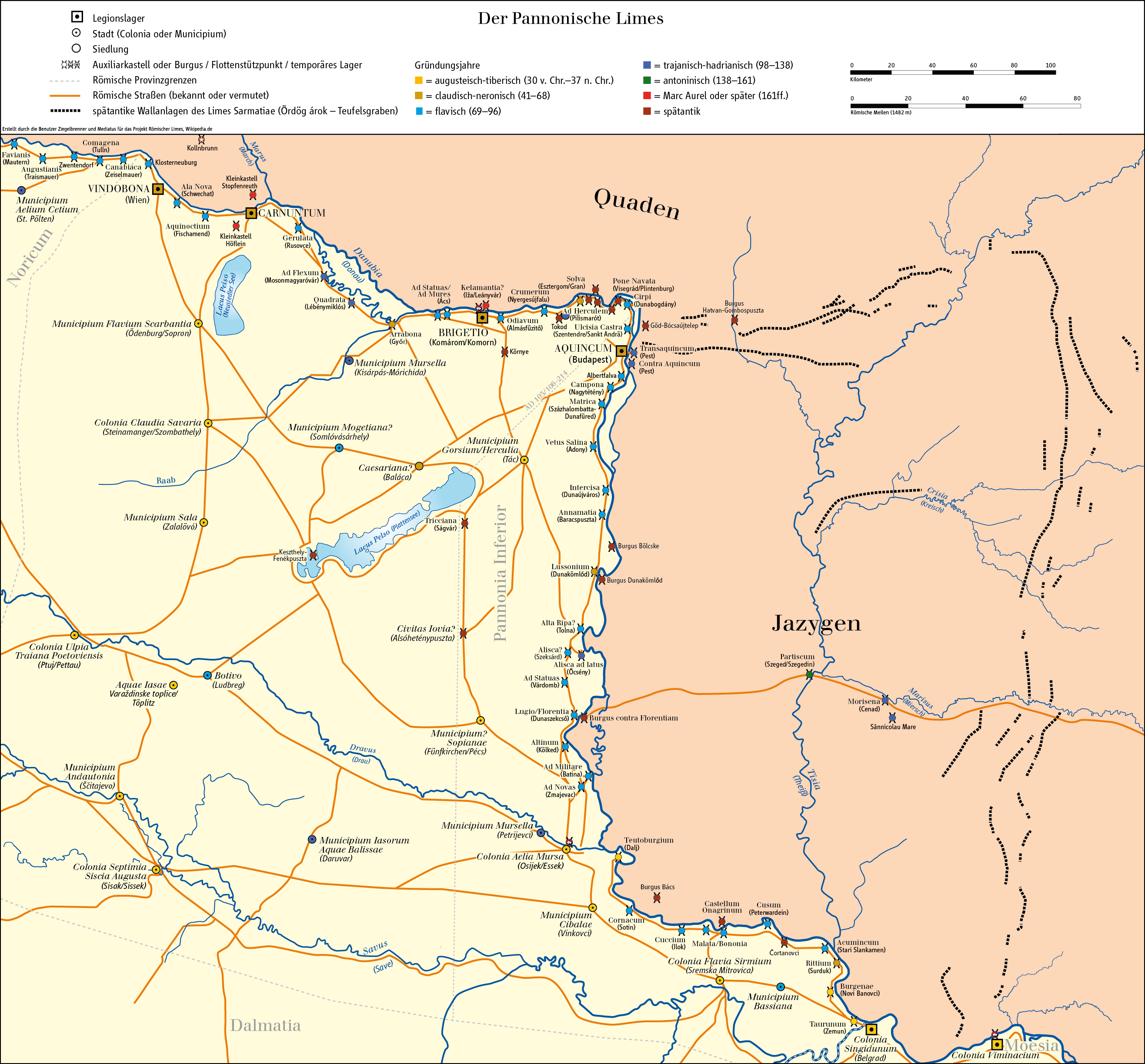
Der pannonische Limes
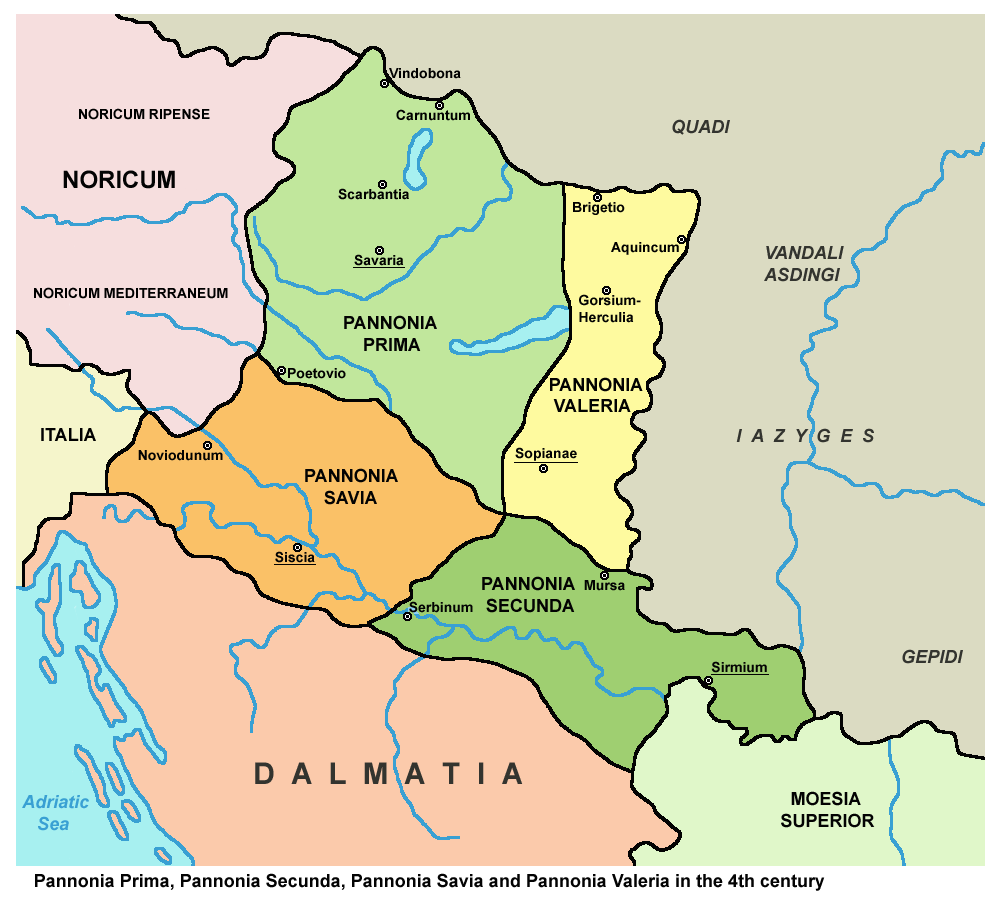
Die pannonischen Provinzen im 4. Jahrhundert
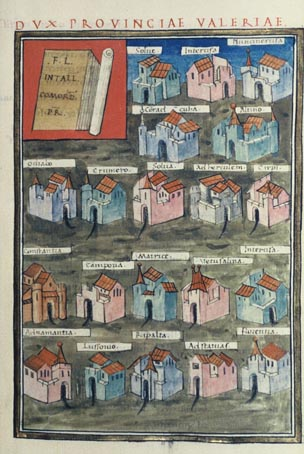
Notitia dignitatum, Kastelle unter dem Befehl des Dux der Valeria: Solue, Intercisa, Nuncinercisa, Conradcuha, Altino, Odiabo, Crumero, Solua, Ad Herculem, Cirpi, Constantia, Campona, Matrice, Vetusalina, Intercisa, Adnamantia, Lussonio, Ripalta, Ad Statuas, Florentia
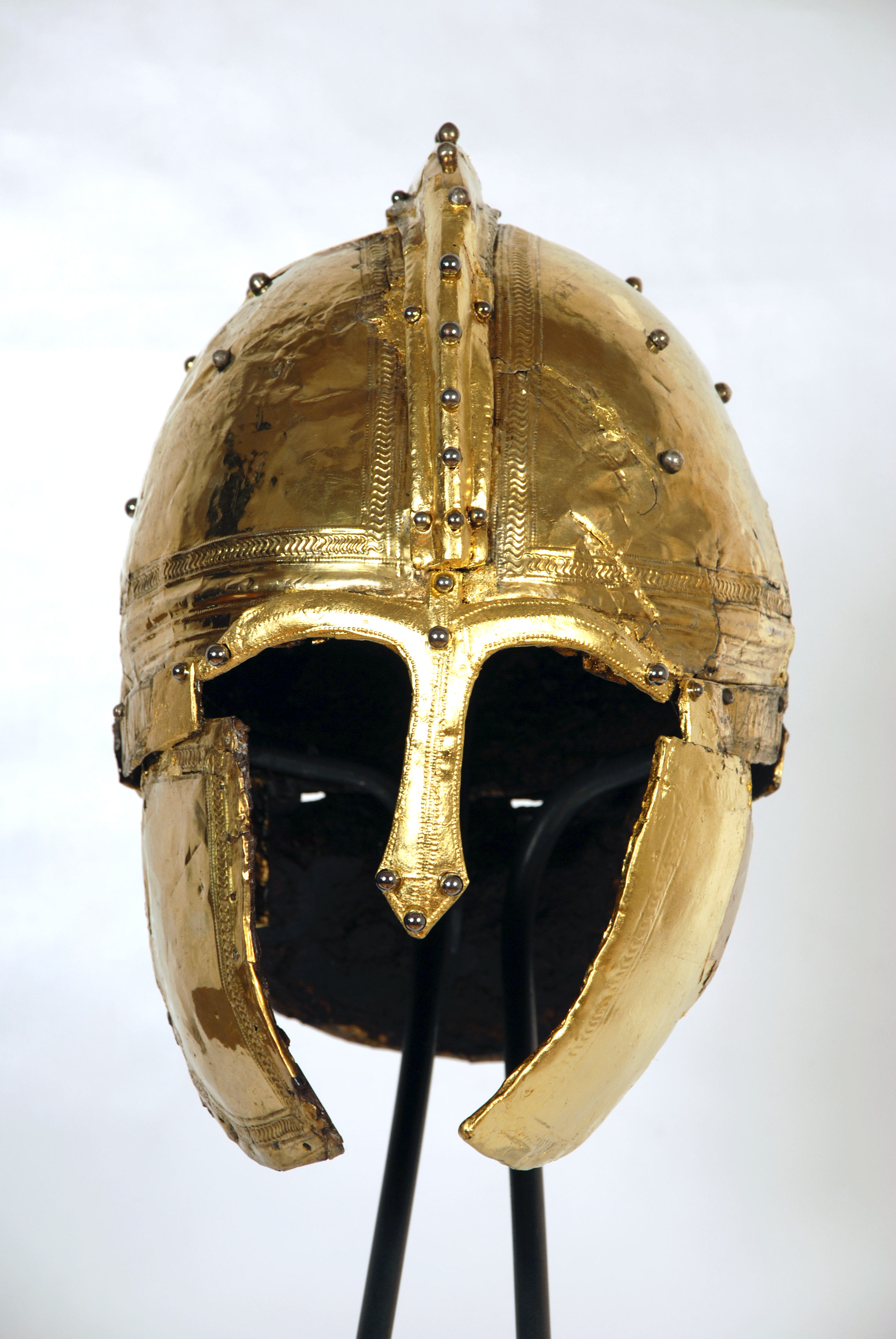
Spätrömischer Offiziershelm vom Typ Berkasovo II, 4. Jahrhundert
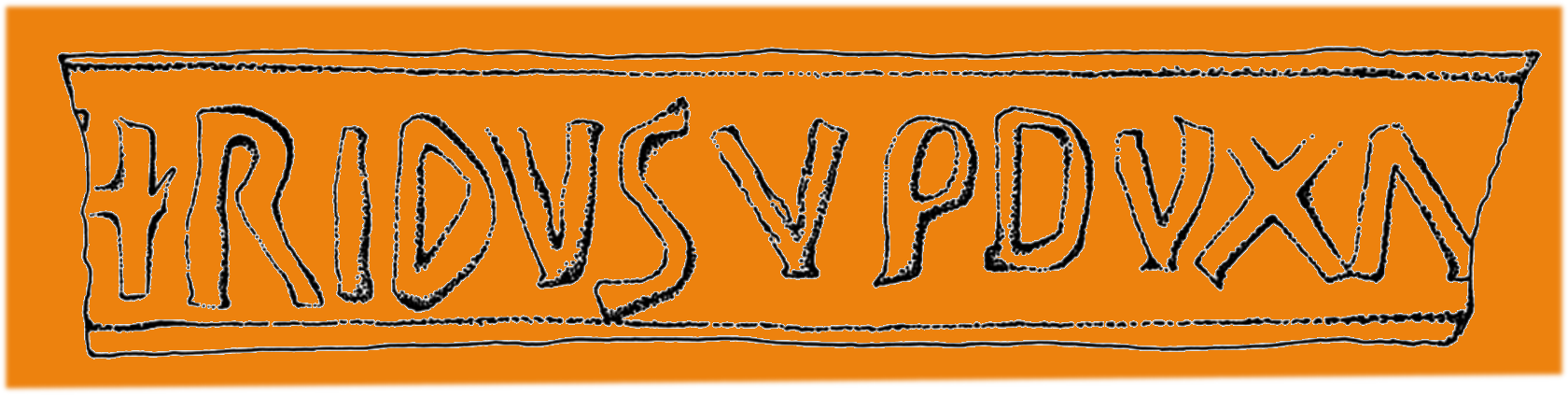
Ziegelstempel des Dux Valeria Frigeridus aus dem Burgus von Tahitótfalu–Balhavár

Der Dux Valeriae ripensis (Heerführer der Ufervaleria) war vermutlich ab dem 4. Jahrhundert Kommandeur der am mittleren Donaulimes stationierten Limitanei- und Flotteneinheiten. Sein unmittelbarer Vorgesetzter war der Magister peditum (Oberbefehlshaber der Infanterie).
Wie die meisten Duces limites des Westreiches befehligte er nur das Aufgebot einer Provinz. Sein Zuständigkeitsbereich erstreckte sich auf den Limes der Provinz Valeria, d. i. die Donauregion im heutigen Zentralungarn und damit der Abschnitt der mittleren Donau, der von der Mündung der Raab bei Arrabona (Győr) bis nach Ad Militare (Batina) in der Nähe der Mündung der Drau verlief.
Die offizielle Amtsbezeichnung, Dux Valeriae limitis, ist aus einer Bauinschrift des Kastells von Solva bekannt. Sitz des Dux war das Legionslager Aquincum.
Das Dukat, bzw. einige seiner Amtsinhaber, sind aus der
- Notitia dignitatum, dem Geschichtswerk
- Res gestae des spätrömischen Chronisten Ammianus Marcellinus, einer
- Bauinschrift, vermutlich aus Esztergom-Hideglelőskereszt und von zahlreichen
- Ziegelstempeln aus Ungarn bekannt.[4]

Namentlich bekannte Duces:
- Aurelius Ianuarius (um 303)[5].
- Augustianus (364/365–367),
- Terentius (367–371),
- Frigeridus (370–373),
- Marcellianus (374)

Mehrere Ziegelstempel des Dux Frigeridus fanden sich im Burgus Tahitótfalu-Balhavár, dem Burgus von Visegrád – Lepence, im Wachtturm Visegrád – Steinbruch und im Burgus von Szigetmonostor – Horány. Da dort auch einige Exemplare des Dux Terentius gefunden wurden, könnte dieser um das Jahr 371 abgelöst worden sein. Die Amtszeit und die Ziegelstempel des Frigeridus konnten in die Jahre zwischen 371 und 373 n. Chr. datiert werden.
Frigeridus Rang im römischen Reichsadel, Vir perfectissimus, ist auf einigen Ziegelstempeln in der Abkürzung VP überliefert. Ab der Herrschaft Valentinian I. nahm ein Dux die Stellung eines Vir spectabilis (zweite senatorische Rangklasse) ein.

## Verwaltungsstab
Das Officium (Verwaltungsstab) des Dux umfasste folgende Ämter:
- Principem de eodem corpore (Kanzleileiter)
- Numerarium (Zahlmeister)
- Adiutorem (Assistent)
- Commentariensem (Buchführer und Rechtskundiger)
- Subadiuuam (Hilfskraft)
- Regrendarium (Verwalter oder Archivar)
- Exceptores (Schreiber)
- Singulares et reliquos officiales (Ordonnanzen)

## Truppen
Der Großteil der Einheiten (einige werden in mehreren Standorten genannt) gehörte zu den Limitanei. Sie waren auf Kastelle oder Städte direkt an oder nahe der Donau verteilt. Ein paar von ihnen finden sich aber auch in den Feldarmeen (Comitatenses) des Magister Equitum Galliarum (OB der in Gallien stationierten Reiterarmee) und des Magister peditum (OB der Infanterie). Die Notitia dignitatum zählt für die Valeria insgesamt 31 Kastelle und Städte auf. Allerdings werden nur 9 Präfekten und 6 Tribunen angegeben. Im Gegensatz zur benachbarten Pannonia II scheinen die Einheiten des Dux Valeria vollständig eingetragen zu sein (vorausgesetzt, die nicht mit ihrer Ordnungsnummer angeführte Legionsabteilung in Transiacinco gehörte zur Legio I Adiutrix). Dennoch wurden anscheinend zwei Einheiten aus der Valeria abgezogen, noch bevor die Endfassung der Notitia erstellt wurde. Inschriften bestätigen die Existenz eines N EQQ SCUT (Numerus equitum scutariorum). Der Grabstein eines ihrer Offiziere (praepositus) wurde in Intercisa (Dunaújváros) entdeckt. Dasselbe trifft für die militum Histricorum aus Aquincum zu. Diese beiden Einheiten werden nicht mehr in der Notitia erwähnt. Wie in einigen anderen pannonischen Donauprovinzen war auch der Limes (ripae) der Valeria organisatorisch in zwei Abschnitte geteilt:
- oberer Abschnitt, stromaufwärts (partis superioris) und
- unterer Abschnitt, stromabwärts (partis inferioris).

Die ggstdl. Abschnitte wurden lt. Notitia auffällig oft von der fünften Kohorte gesichert. Laut Karlheinz Dietz handelte es sich dabei wohl um eine Fehlinterpredation des Kürzels CHTV (c[o]h[or]t[i]u[m]) seitens der mittelalterlichen Kopisten der Notitia.
Eine der westlichen Fabricae ist in der Notitia als Acincensis scutarie aufgeführt. Sie befand sich in Aquincum (Acincum) stellte Schilde her und unterstand dem westlichen Magister Officiorum.

## Distributio Numerorum
Laut der ND Occ. standen dem Dux folgende Einheiten zur Verfügung:

### Kavallerie
| Offiziere/Einheit/Kastelle                                                                          | Bemerkung | Abbildung |
| --------------------------------------------------------------------------------------------------- | --- | --------- |
| | Cuneus – limitanei |           |
| (kein Offizier angegeben) Cuneus equitum scutatorum, Solue                                          | |           |
| (kein Offizier angegeben) Cuneus equitum Dalmatarum, Intercisa                                      | |           |
| (kein Offizier angegeben) Cuneus equitum Constantianorum, (vorher) Lusionio nune (nun in) Intercisa | |           |
| (kein Offizier angegeben) Cuneus equitum stablesianorum, Ripa Alta nune Conradcuha                  | Eine Einheit der Gardereiterei (Comitatenses). Weitere Abteilungen dieser Einheit finden sich in der Liste des - Dux Pannoniae Primae et Norici Ripensis, - Dux Daciae ripensis (Ostreich) - Dux Mosesiae secunda (Ostreich) und des - Dux Scythiae (Ostreich). |           |
| (kein Offizier angegeben) Cuneus equitum Fortensium, Altino                                         | Eine Einheit dieses Namens findet sich auch in der Armee des Dux Daciae ripensis (Ostreich). |           |
| | Equites – limitanei |           |
| (kein Offizier angegeben) Equites Dalmatae, Odiabo                                                  | Im frühen 4. Jahrhundert aus den dalmatinischen Stämmen rekrutierte Reitersoldaten. |           |
| (kein Offizier angegeben) Equites promoti, Crumero                                                  | Der Name bedeutet „ausgewählte Reiter“, sie wurden vermutlich im 3. oder 4. Jahrhundert, unter den Kaisern Gallienus oder Diokletian, aus einer der Grenzlegionen abkommandiert.                                                                                |           |
| (kein Offizier angegeben) Equites Mauri, Solua                                                      | Ursprünglich aus Angehörigen nordafrikanischer Stämme (Mauren) rekrutiert. |           |
| (kein Offizier angegeben) Equites Dalmatae, Ad Herculem                                             | |           |
| (kein Offizier angegeben) Equites Dalmatae, Cirpi                                                   | |           |
| (kein Offizier angegeben) Equites Dalmatae, Constantiae                                             | |           |
| (kein Offizier angegeben) Equites Dalmatae, Campona                                                 | |           |
| (kein Offizier angegeben) Equites promoti, Matrice                                                  | |           |
| (kein Offizier angegeben) Equites Dalmatae, Vetusalinae                                             | |           |
| (kein Offizier angegeben) Equites sagittarii, Intercisa                                             | Eine Einheit berittener Bogenschützen. |           |
| (kein Offizier angegeben) Equites Dalmatae, Adnamantia                                              | |           |
| (kein Offizier angegeben) Equites Dalmatae, Lussonio                                                | |           |
| (kein Offizier angegeben) Equites Dalmatae, Ripa Alta                                               | |           |
| (kein Offizier angegeben) Equites Dalmatae, Ad Statuas                                              | |           |
| (kein Offizier angegeben) Equites Dalmatae, Florentiae                                              | |           |
| (kein Offizier angegeben) Equites sagittarii, Altino, nune in burgo contra Florentiam               | |           |
| (kein Offizier angegeben) Equites Flavianenses, Ad Militare                                         | |           |

### Infanterie
| Offiziere/Einheit/Kastelle                                                           | Bemerkung | Abbildung |
| ------------------------------------------------------------------------------------ | --- | --------- |
|                                                                                      | Auxilia – limitanei |           |
| (kein Offizier angegeben) Auxilia Herculensia, Ad Herculem                           | |           |
| (kein Offizier angegeben) Auxilia Ursarensia, Pone Navata nune Ad Statuas            | Vielleicht eine Vexillation der Cursarienses iuniores in der Armee des Magister Equitum Galliarum. |           |
| (kein Offizier angegeben) Auxilia Vigilum, contra Acinco in barbarico                | |           |
| (kein Offizier angegeben) Auxilia Fortensia, Cirpe                                   | |           |
| (kein Offizier angegeben) Auxilia insidiatorum, Cardabiaca                           | Wörtlich: „Soldat im Hinterhalt“, vermutlich nur eine Funktionsbezeichnung aber wohl nicht der Name dieser Einheit. Ihre Stammtruppe könnten die Insidatores sein, die in der Armee des Magister Equitum Galliarum angeführt sind. |           |
|                                                                                      | Legiones – limitanei |           |
| Praefectus legionis primae adiutricis cohortis quintae, partis superioris, Bregtione | Die fünfte Kohorte der Legio I Adiutrix, war im späten 4. Jahrhundert noch immer in ihrem Stammlager stationiert und sicherte den oberen Abschnitt des valerischen Limes. Eine Infanterieeinheit unter dem Befehl des Magister Equitum Galiarum, die Acincenses, die aber nicht in der Armee des Magister peditum aufscheint, ist eindeutig auf Aquincum zurückzuführen. Deren Soldaten könnten entweder aus der Legio I oder II Adiutrix herausgezogen worden sein. Anscheinend wurde die Einheit dem Dux Mogontiacensis zugeteilt, in dessen Armee ein Praefectus militum Acincensium angeführt ist. Es wäre jedoch auch möglich, dass es sich hierbei um eine Vexillation der Auxilia vigilum handelte. |           |
| Praefectus legionis secundae adiutricis cohortis quintae, partis superioris, Aliscae | Eine Vexillation der Legio II Adiutrix, ihre fünfte Kohorte lag im 4. Jahrhundert im Kastell Alisca und sicherte den oberen Abschnitt des valerischen Limes. |           |
| Praefectus legionis secundae adiutricis, partis inferioris, Florentiae               | Eine Vexillation der Legio II Adiutrix lag im 4. Jahrhundert im Kastell Dunaszekcső und sicherte den unteren Abschnitt des valerischen Limes. |           |
| Praefectus legionis secundae adiutricis, partis superioris, Acinco                   | Eine Resttruppe der Legio II Adiutrix lag im 4. Jahrhundert noch immer in ihrem Stammlager Aquincum und sicherte den oberen Abschnitt des valerischen Limes. Das große Badegebäude im südöstlichen Viertel des Legionslagers wurde in der Spätantike aufwendig umgebaut und diente danach vermutlich als Residenz des Dux Valeriae Ripensis, da der Statthalterpalast zu dieser Zeit nicht mehr benutzt wurde. |           |
| Praefectus legionis secundae adiutricis, castello contra Tautantum                   | Eine Vexillation der Legio II Adiutrix lag im 4. Jahrhundert im Brückenkopfkastell Contra Aquincum. |           |
| Praefectus legionis secundae adiutricis, Cirpi                                       | Eine Vexillation der Legio II Adiutrix. |           |
| Praefectus legionis secundae adiutricis, Lussonio                                    | Eine Vexillation der Legio II Adiutrix. |           |
| Praefectus legionis, Transiacinco                                                    | Unter Transacincum (Transaquincum) ist hier – gemäß römischer Praxis, geographische Namen mit der Präposition trans- zu bilden – vermutlich nicht der Name eines Lagers, sondern eine über Aquincum hinausreichende Überwachungszone zu verstehen, die dem Praefectus der Legio II Adiutrix unterstand. Wir wissen weder, wann diese eingerichtet wurde, noch, ob ihr letzter Platz in der Liste mit ihrem vom Namen der Kastelle abweichenden Charakter zu erklären ist oder nur auf das spätere Hinzufügen deutet. Eines ist jedoch sicher, nämlich, dass sie in der spätestens 365 zusammengestellten Liste der Valeria bereits aufscheint. Laut dieser gab es zur Zeit Valentinians I. im Vorland von Aquincum, in unmittelbarer Nähe des quadisch-sarmatischen Grenzstreifens, ein unter römischer Militärverwaltung stehendes Gebiet, dessen Ausdehnung sich wohl immer bis zur jeweils aktuellen nördlichen Grenzlinie erstreckte. |           |
|                                                                                      | Cohortes – limitanei |           |
| Tribunus cohortis, Vincentiae                                                        | Der Name dieses Standortes ist nur aus Ziegelstempel (Vincentia) bekannt. Vermutlich ein spätantikes Vorpostenkastell. |           |
| Tribunus cohortis, Quadriborgio                                                      | Der Name dieses Standortes ist nur aus Ziegelstempel – Quadriburg(ium) – bekannt. Vielleicht eine in der Spätantike errichtete Kleinfestung (siehe Burgus). |           |
| Tribunus cohortis, Iovia                                                             | Vermutlich Kastell Botivo in Oberpannonien. |           |
| Tribunus cohortis, ad burgum Centenarium                                             | Als Centenarium bezeichnete man in der Spätantike Kleinfestungen oder Wehrgehöfte. |           |
| Tribunus cohortis, Alesacae                                                          | |           |
| Tribunus cohortis, Marinanae                                                         | |           |

### Flotte
| Offiziere/Einheit/Kastelle               | Bemerkung | Abbildung |
| ---------------------------------------- | --- | --------- |
|                                          | Classis |           |
| Praefectus classis Histricae, Florentiae | Wahrscheinlich ging diese Einheit aus der Classis Pannonica hervor. Andere Abteilungen dieser Flotte werden beim - Dux Pannoniae Primae et Norici Ripensis, dem - Dux Pannoniae secundae ripariensis et Saviae, dem - Dux Moesiae primae (Ostreich), dem - Dux Daciae ripensis (Ostreich) und vermutlich auch dem - Dux Scythiae (Ostreich) (dessen Flotteneinheit in der Notitia allerdings nicht aufgelistet sind) angeführt. |           |